# Dawne więzienie miejskie we Wrocławiu
Dawne więzienie miejskie – dawne więzienie miejskie znajdujące się u zbiegu ulic Więziennej i Nożowniczej we Wrocławiu, obecnie siedziba wrocławskiego oddziału Instytutu Archeologii i Etnologii PAN.

## Historia i opis architektoniczny
Czteroskrzydłowy, jednotraktowy budynek z kwadratowym dziedzińcem został wzniesiony w pierwszej połowie XIV wieku z przeznaczeniem na więzienie dla stanu niższego (wyposażone było w dyby) oraz dla osób skazanych na karę śmierci. We wschodnim skrzydle w jego podziemnej części przeprowadzano przesłuchania i tortury. Według wrocławskiej legendy w więzieniu swoją roczną karę miał odbyć Wit Stwosz, oskarżony o podrobienie weksla, co jest nieprawdą. Pierwsze wzmianki o budynku pojawiły się w 1349, 1358 oraz w 1367 roku; pierwsza wzmianka o więzieniu pochodzi z 1403 roku.

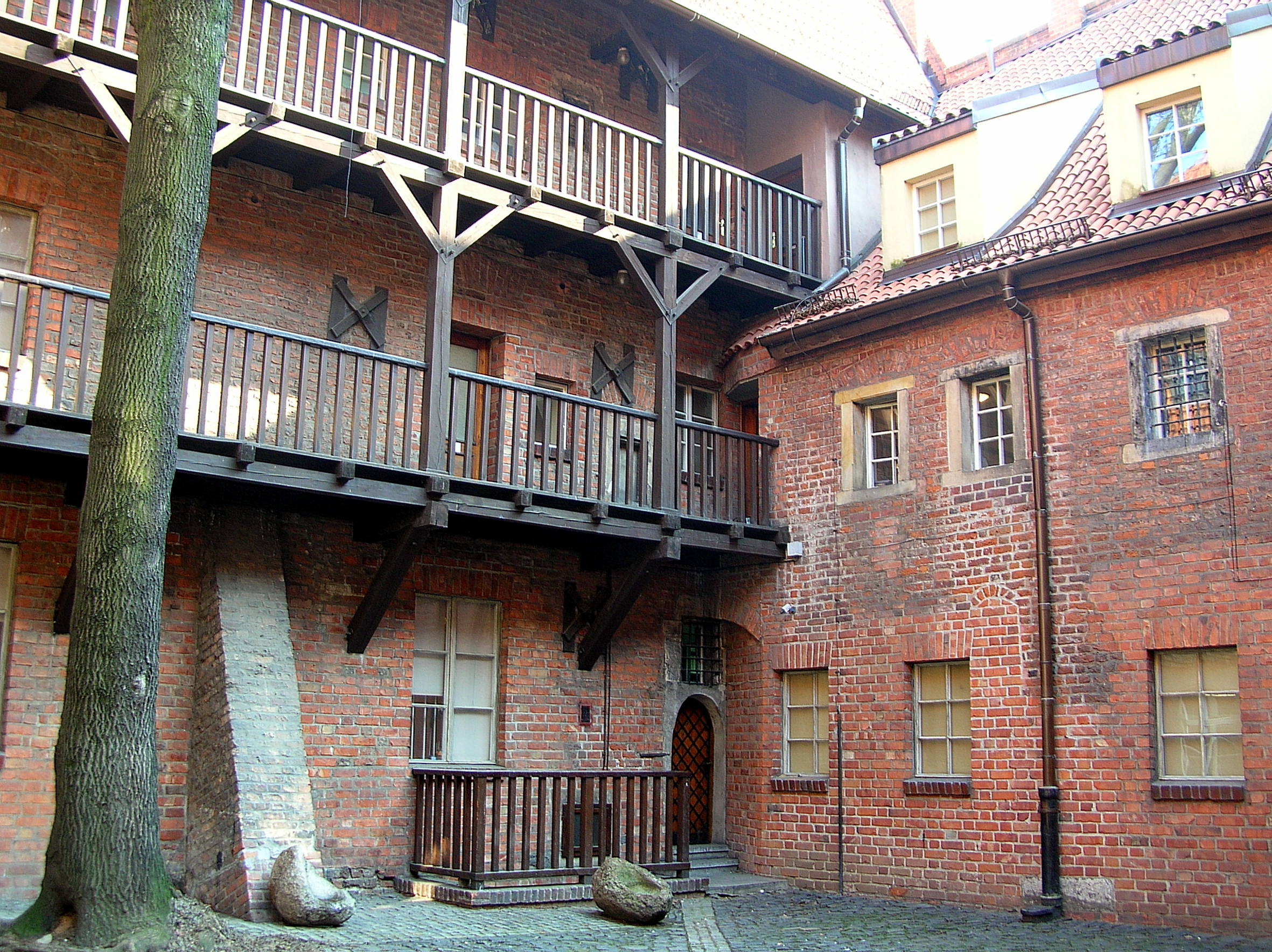
Dziedziniec więzienia miejskiego

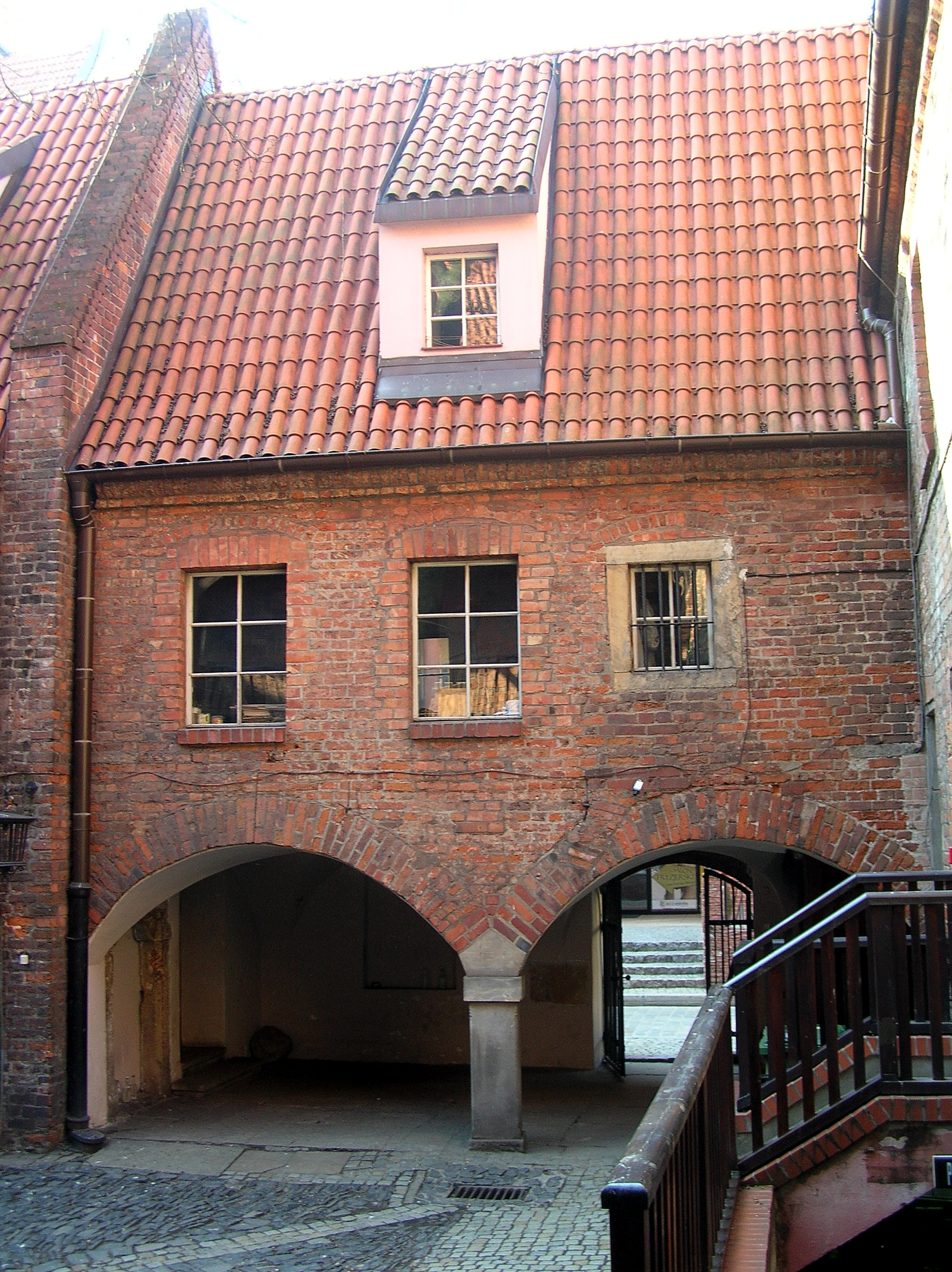
Brama z dziedzińca więzienia na ulicę Więzienną

Pierwotnie była to jedynie trzykondygnacyjna gotycka wieża ceglana wzniesiona na planie kwadratu, w której znajdowały się pomieszczenia dla więźniów i dla strażników. W kolejnych dziesięcioleciach do wieży dobudowano dwie izby od strony ulicy Więziennej (zachodniej) oraz cztery izby w podłużnym budynku o dwuspadowym dachu od strony ulicy Nożowniczej (północnej). Według Janiny Eysmontt to jednak północne skrzydło jest najstarszą częścią budynku. W jej wschodniej części znajduje się piwnica ze sklepieniem krzyżowo-żebrowym z talerzowymi zwornikami datowanymi na pierwszą połowę XIV wieku. W zachowanych materiałach źródłowych ta część więzienia określana była jako in fundo („w głębi”). Skrzydło to jeszcze w średniowieczu zostało podzielone gotycką ścianą szczytową. W 1464 roku, w skrzydle północnym urządzono nieistniejącą obecnie kaplicę, wzmiankowaną po raz pierwszy w 1555 roku; od 1585 roku nad wejściem do niej umieszczono również niezachowane malowidło przedstawiające Chrystusa Boleściwego.
Skrzydło zachodnie zostało wzniesione w okresie gotyckim, ale widoczny jest w nim również renesansowy podział architektoniczny. Zachodnia część szczytu budynku była zamknięta kocimi schodami i zębatym fryzem pochodzącym z ok. 1500 roku. Po tym okresie wybudowano trzykondygnacyjne obecnie skrzydło wschodnie. Najmłodsze skrzydło południowe ma już cechy renesansowego budownictwa – długa cegła, fasciowe obramienia okien. W okresie renesansowym wszystkie pomieszczenia uległy zmianom; większość z nich została przykryte sklepieniami kolebkowymi z lunetami.
W 1683 lub w 1689 roku budynek więzienia został przebudowany i otrzymał obecny kształt. Skrzydło zachodnie zostało podwyższone o jedną kondygnację, wzniesiono wówczas ścianę attykową, sklepione podcienie w części przybramia oparte na kamiennym słupie oraz drewniane ganki podwieszone na wspornikach przy elewacji dziedzińcowej. W 1733 roku na terenie obiektu mogło przebywać jednocześnie stu więźniów.
Do 1792 roku budynek był jedynym miejskim więzieniem we Wrocławiu. Na przełomie XVIII i XIX wieku więzienie zostało zamknięte. Od 1818 roku w murach budynku znajdował się lombard i swoją siedzibę miały różne instytucje filantropijne. Wykonano wówczas przebudowę budynku: powstała północna i zachodnia klatka schodowa przykryta dwudzielnym sklepieniem. W 1877 roku miała miejsce kolejna przebudowa, podczas której przekształcono wewnętrzny układ pomieszczeń, wzniesiono nową klatkę schodową w miejsce starej krętej, zlikwidowano część zewnętrznych drewnianych ganków oraz zlikwidowano zewnętrzne schody dziedzińcowe. W 1910 roku elewacja budynku została obłożona częściowo cegłą licówką; w 1912 roku powiększono otwory okienne od strony ulicy Nożowniczej, w 1927 roku zlikwidowano sklepienie krzyżowe w północnej izbie na parterze i umieszczono tam skarbiec oraz przebito nowe wejście do piwnicy.

## Po 1945 roku
Poważniejsze prace remontowo-konserwatorskie miały miejsce: według Janiny Eysymontt w latach 1968–1975, wg Antkowiaka w latach 1967–1973, wg Małachowicza w latach 1971–1974. Prace prowadziły Pracownie Konserwacji Zabytków pod okiem architekta Jerzego Burka. Dzięki tym pracom obniżono o jedną kondygnację skrzydło zachodnie, odtworzono drewniany ganek we wschodnim skrzydle i częściowo arkady w zachodnim skrzydle, w pomieszczeniu na I piętrze w skrzydle północnym, odtworzono późnośredniowieczne inskrypcje, a w skrzydle zachodnim polichromowany strop renesansowy. Zmieniono wówczas również układ komunikacyjny, likwidując m.in. wejście od strony północnej. Obecnie komunikację zapewniają trzy klatki schodowe oraz zewnętrzne galerie w skrzydle wschodnim na drugiej i trzeciej kondygnacji. Całość pokryta jest dwuspadowym dachem wzbogaconym w skrzydle północnym i zachodnim lukarnami; w skrzydle wschodnim zachowała się dawna więźba dachowa.
W budynku mieściły się m.in.: Instytut Historii Kultury Materialnej Polskiej Akademii Nauk, Zakład Archeologii Nadodrza PAN, Pracownia Archeologii Śląska czy redakcja „Przeglądu Architektonicznego”. Obecnie w murach budynku znajduje się wrocławski oddział Instytutu Archeologii i Etnologii PAN, biblioteka z czytelnią i pokoje gościnne. Od lat 90. na parterze i w podziemiu działa pub z ogródkiem na dziedzińcu.